# Penium spinospermum
Penium spinospermum là một loài Song tinh tảo trong họ Desmidiaceae, thuộc chi Penium.